# ایجی آکاسو
ایجی آکاسو (انگلیسی: Eiji Akaso؛ زادهٔ ۱ مارس ۱۹۹۴) هنرپیشه اهل ژاپن است.
از فیلم هایی که او در آن نقش ایفا کرده است، می‌توان به فیلم زامبی ۱۰۰: فهرست آرزوهای یک مرده و کامن ریدر ساخت: یکی باش (فیلم) اشاره کرد.